# Гоголь в музыке и кинематографе
По произведениям русского писателя Николая Васильевича Гоголя (1809—1852) снято значительное количество фильмов, созданы произведения музыки и музыкального театра. Кроме того, сама личность Гоголя послужила основой для различных художественных произведений и документальных исследований.

## Экранизации и фильмы по мотивам произведений
- 1907 — Майская ночь, или утопленница (не сохранился)
- 1909 — Вий (не сохранился)
- 1909 — Женитьба (не сохранился)
- 1909 — Записки сумасшедшего (не сохранился)
- 1909 — Мёртвые души
- 1909 — Тарас Бульба
- 1910 — Любовь Андрия (не сохранился)
- 1910 — Майская ночь, или утопленница (не сохранился)
- 1910 — Мёртвые души (не сохранился)
- 1911 — Солоха (не сохранился)
- 1912 — Бред больного (не сохранился)
- 1912 — Вий (не сохранился)
- 1912 — Записки сумасшедшего (не сохранился)
- 1912 — Любовь Андрия (не сохранился)
- 1912 — Ревизор (не сохранился)
- 1913 — Записки сумасшедшего (не сохранился)
- 1913 — Ночь перед Рождеством
- 1913 — Ночь под Рождество (не сохранился)
- 1913 — Страшная месть (не сохранился)
- 1914 — Майская ночь, или утопленница (не сохранился)
- 1915 — Майская ночь (не сохранился)
- 1915 — Невский проспект (не сохранился)
- 1915 — Портрет
- 1915 — Ревизор (не сохранился)
- 1916 — Вий (не сохранился)
- 1916 — Тарас Бульба, или любовь Андрия (не сохранился)
- 1919—1920 — Майская ночь (не сохранился)
- 1926 — Шинель
- 1927 — Сорочинская ярмарка (не сохранился)
- 1927 — Черевички (не сохранился)
- 1937 — Женитьба (не сохранился)
- 1938 — Сорочинская ярмарка, режиссёр Николай Экк
- 1940 — Майская ночь
- 1941 — Как поссорился Иван Иванович с Иваном Никифоровичем
- 1945 — Пропавшая грамота
- 1951 — Ночь перед Рождеством
- 1952 — Ревизор
- 1952 — Майская ночь, или Утопленница
- 1959 — Шинель
- 1959 — Как поссорился Иван Иванович с Иваном Никифоровичем
- 1960 — Мёртвые души
- 1960 — Маска Сатаны
- 1961 — Вечера на хуторе близ Диканьки
- 1962 — Тарас Бульба (США)
- 1967 — Вий
- 1967 — Записки сумасшедшего
- 1968 — Вечер накануне Ивана Купала
- 1971 — Драматические отрывки. Н. В. Гоголь (фильм-спектакль)
- 1972 — Пропавшая грамота
- 1977 — Нос
- 1977 — Женитьба
- 1977 — Инкогнито из Петербурга
- 1982 — Ревизор
- 1983 — Миргород и его обитатели
- 1983 — Вечера на хуторе близ Диканьки
- 1984 — Мёртвые души
- 1987 — Страшная месть
- 1996 — Ревизор
- 1997 — Нос
- 2002 — Вечера на хуторе близ Диканьки
- 2004 — Сорочинская ярмарка
- 2005 — Дело о «Мёртвых душах»
- 2006 — Ведьма
- 2007 — Русская игра
- 2008 — Марево
- 2009 — Тарас Бульба
- 2014 — Вий
- 2021 — Портрет (Великобритания; в процессе создания)[1][2]

## Гоголь в игровых фильмах
- 1927 — Поэт и царь — Фёдор Лопухов
- 1941 — Как поссорился Иван Иванович с Иваном Никифоровичем — Алексей Консовский
- 1951 — Белинский — Георгий Вицин
- 1952 — Композитор Глинка — Георгий Вицин
- 1959 — Как поссорился Иван Иванович с Иваном Никифоровичем — Георгий Вицин
- 1976 — Киножурнал «Ералаш», сюжет «Чудное мгновенье» — Георгий Вицин
- 1984 — Мёртвые души — Александр Трофимов
- 1986 — Лермонтов — Николай Бурляев
- 1988 — Генеральная репетиция —  Андрей Зайков и Александр Коптев
- 2007 — Киножурнал «Ералаш», сюжет «Гоголь-моголь» — Александр Лыков
- 2008 — Марево — Александр Паламишев
- 2008 — Гоголь: Портрет загадочного гения — Владислав Ветров
- 2009 — Гоголь. Ближайший — Евгений Редько[3]
- 2017 — Гоголь. Начало — Александр Петров
- 2018 — Гоголь. Вий — Александр Петров
- 2018 — Гоголь. Страшная месть — Александр Петров
- 2019 — Гоголь — Александр Петров
- 2020 — Гоголь 2 — ?
- 2020 — «Небытие» (короткометражный) — Тимофей Трибунцев

## Документальные фильмы о Гоголе
- 2001 — Двух гениев полёт. Ф. М. Достоевский и Н. В. Гоголь[4]
- 2007 — Три тайны Гоголя[5]
- 2009 — Николай Гоголь. Самосожжение[6]
- 2009 — Гоголь и Ляхи[7]
- 2009 — Птица-Гоголь[8][9][10]
- 2009 — Гоголь. Прощальная повесть
- 2009 — Оправдание Гоголя[11]
- 2009 — Как Пушкин с Гоголем породнились, режиссёр Константин Артюхов — о творческом союзе и дружбе А. С. Пушкина и Н. В. Гоголя. О том, как породнились потомки великих российских писателей. Заключительная часть трилогии о потомках Пушкина.

## Музыкальный театр
- 1868 — «Женитьба» — опера Модеста Мусоргского, оконченная Михаилом Ипполитовым-Ивановым в 1931 году[12]
- 1874 — «Кузнец Вакула» — опера Петра Чайковского
- 1880 — «Майская ночь» — опера Николая Римского-Корсакова
- 1885 — «Черевички» — опера Петра Чайковского (окончательная версия «Кузнеца Вакулы»)
- 1885 — «Утопленница» — опера Николая Лысенко
- 1895 — «Ночь перед Рождеством» — опера Николая Римского-Корсакова
- 1898 — «Рождественская ночь» — опера Николая Лысенко
- 1900 — «Тарас Бульба» — опера Николая Лысенко
- 1913 — «Сорочинская ярмарка» — опера Модеста Мусоргского (не окончена, первая постановка — в 1913 году)
- 1928 — «Нос» — опера Дмитрия Шостаковича
- 1940 — «Тарас Бульба» — балет Василия Соловьёва-Седого
- 1942 — «Игроки» — неоконченная опера Дмитрия Шостаковича
- 1946 — «Женитьба» — опера Александра Гречанинова
- 1952 — «Женитьба» — опера Богуслава Мартину
- 1955 — «Тарас Бульба» — балет Василия Соловьева-Седого (новая редакция)
- 1957 — «Ревизор» — опера Вернера Эгка
- 1963 — «Записки сумасшедшего» — опера Юрия Буцко
- 1971 — «Шинель» — опера Александра Холминова
- 1971 — «Коляска» — опера Александра Холминова
- 1971 — «Опера о том, как поссорился Иван Иванович с Иваном Никифоровичем» — опера Геннадия Банщикова[13]
- 1976 — «Мёртвые души» — опера Родиона Щедрина
- 1980 ― «Ревизор» ― балет Александра Чайковского
- 1983 — «Портрет» — опера Мечислава Вайнберга
- 1985 — «Эскизы» — балет Альфреда Шнитке
- 1987 — «Записки сумасшедшего» — опера Вячеслава Кузнецова
- 1996 — «Go-gol» — опера Микаэля Левинаса по рассказам Гоголя
- 2005 — «Шинель» — опера Александра Жемчужникова
- 2006 — «Ревизор» — опера Владимира Дашкевича
- 1983 — «Возвращение Хлестакова» — опера Гизелера Клебе
- 2002 — «Желтое безумие. Гоголь сжигает рукопись» — третья картина в опере Александра Щетинского «Слепая ласточка»